# Curling aux Jeux paralympiques de 2014
Navigation
Vancouver 2010 Pyeongchang 2018
Les épreuves de curling aux Jeux paralympiques d'hiver de 2014 ont lieu du 8 mars 2014 au 15 mars 2014 au centre de curling Ice Cube à Sotchi.

## Spécificités
Le curling se pratique en fauteuil roulant, par équipes de quatre et mixtes. Il n'y a pas de catégorisation précise.

## Calendrier
| Curling |

|  | Jour de compétition |
|  | Finale              |

## Médaillés
| Or                                                                                  | Argent                                                                                                | Bronze                                                                                    |
| Canada - Jim Armstrong - Ina Forrest - Dennis Thiessen - Sonja Gaudet - Mark Ideson | Russie - Andrey Smirnov - Marat Romanov - Svetlana Pakhomova - Alexandr Shevchenko - Oxana Slesarenko | Grande-Bretagne - Aileen Neilson - Gregor Ewan - Jim Gault - Angie Malone - Bob McPherson |

## Équipes
| Canada (CAN) | Chine (CHN) | Finlande (FIN) | Grande-Bretagne (GBR)                                                                                         | Norvège (NOR) |
| --- | --- | --- | --- | --- |
| Skip: Jim Armstrong Third: Dennis Thiessen Second: Ina Forrest Lead: Sonja Gaudet Alternate: Mark Ideson                     | Skip: Wang Haitao Third: Zhang Qiang Second: Liu Wei Lead: Xu Gunagqin Alternate: He Jun                           | Skip: Markku Karjalainen Third: Sari Karjalainen Second: Vesa Hellman Lead: Tuomo Aarnikka Alternate: Mina Mojtahedi | Skip: Aileen Neilson Third: Gregor Ewan Second: Bob McPherson Lead: Jim Gault Alternate: Angie Malone         | Skip: Rune Lorentsen Third: Jostein Stordahl Second: Anne Mette Samdal Lead: Terje Rafdal Alternate: Sissel Løchen |
| Russie (RUS) | Slovaquie (SVK) | Corée du Sud (KOR)                                                                                                   | Suède (SWE)                                                                                                   | États-Unis (USA)                                                                                                   |
| Skip: Andrei Smirnov Third: Alexander Shevchenko Second: Svetlana Pakhomova Lead: Marat Romanov Alternate: Oksana Slesarenko | Skip: Radoslav Ďuriš Third: Branislav Jakubec Second: Dusan Pitoňák Lead: Monika Kunkelová Alternate: Alena Kánová | Skip: Kim Myung-jin Third: Kim Jong-pan Second: Seo Soon-seok Lead: Kang Mi-suk Alternate: Yun Hee-keong             | Skip: Jalle Jungnell Third: Glenn Ikonen Second: Patrik Kallin Lead: Kristina Ulander Alternate: Zandra Reppe | Skip: Patrick McDonald Third: David Palmer Second: Jimmy Joseph Lead: Penny Greely Alternate: Meghan Lino          |